# Löwenbruch
Löwenbruch è una frazione della città tedesca di Ludwigsfelde, nel Brandeburgo.

Conta (2007) 250 abitanti.

## Storia
Löwenbruch fu nominata per la prima volta nel 1346.

Costituì un comune autonomo fino al 31 dicembre 1997.